# Troll and I
Troll and I is een action-adventuregame, ontwikkeld door Spiral House en uitgegeven door Maximum Games. Het spel kwam uit op de PlayStation 4, Xbox One, Nintendo Switch en Microsoft Windows.

## Ontwikkeling
Het spel zou oorspronkelijk uitgegeven worden door Square Enix onder het Square Enix Collective initiative. Dit houdt in dat ze enquêtes hielden waarin het publiek gevraagd werd of ze geïnteresseerd waren om bepaalde spellen van onafhankelijke ontwikkelaars te crowdfunden. Troll and I kreeg dankzij zo'n enquête groen licht, nadat 92% van het publiek aangaf dat ze de game zouden steunen tijdens een crowdfunding-campagne.
Echter werd het spel uiteindelijk niet door Square Enix, maar door Maximum Games uitgegeven. De reden daarvoor is niet bekend.

## Gameplay
De speler kan in het spel kiezen tussen twee bespeelbare personages: een gigantische trol en een kleine jongen genaamd Otto. De gigantische trol is in staat om krachtige klappen uit te delen, die vijanden in één keer verslaan. Ottos aanvallen daarentegen delen minder schade uit maar zijn wel vlugger uit te voeren. Samenwerkend moeten de twee gedurende het spel allerlei puzzels oplossen. Ook bevat de game lokale multiplayer voor twee spelers. In deze stand speelt de ene speler de trol, en is de ander Otto.

## Ontvangst
Het spel is over het algemeen uitermate slecht ontvangen. Op Metacritic heeft de game op geen enkel platform hoger dan 39/100 gescoord.
Kerry-Lee van Gamereactor gaf het spel een twee van de tien, en noemde het "een verschikking". Qua graphics lijkt Troll and I volgens hem "meer op een goedkope PlayStation 2-game". Hij concludeerde: "Alhoewel we de poging van Spiral House waarderen, lijkt het erop dat het team iets te veel hooi op de vork heeft genomen. Ambitie alleen is niet genoeg om de hoge verkoopprijs te rechtvaardigen, aangezien we met een matige en onafgewerkte game te maken hebben."
Nintendo Life schreef in hun recensie over de game: "Voor elk intrigerend idee van Troll and I zijn er een aantal designkeuzes of technische problemen waaraan spelers zich zullen ergeren. Het is lelijk, houterig, en mist bepaalde features die tegenwoordig in videogames zo gewoon zijn dat spelers ze normaal gesproken al voor lief nemen." Ze beoordeelden het spel met een 4 van de tien.